# 해양공원역
해양공원역 (중국어 정체자: 海洋公園, 광둥어 예일: Hóiyèung Gūngyún, 호이영궁윈) 또는 오션파크역 (Ocean Park)은 홍콩 지하철 남공도선의 역이다. 홍콩섬 중남부의 웡죽항에 위치해 있으며, 역명은 인근의 오션파크 홍콩 (홍콩해양공원)에서 따왔다. 홍콩 지하철의 테마파크 전용역으로는 홍콩 디즈니랜드와 인접한 디즈니역 이후 두번째로 건설된 역이다.
해양공원역은 해양공원로 북부의 해양공원 버스차량기지 바로 위 지상에 지어졌다. 역과 공원 입구까지 보도다리가 놓여져 있으며, 역내에 총 3개의 출구가 있다.

## 역사
해양공원역은 제903호 건설계약에 따라 지어졌다. 이 계약에는 해양공원역 뿐만 아니라 웡죽항역과 애버딘 해협 대교의 공사도 포함되었으며, 시공사로 2011년 5월 리턴 아시아 (Leighton Asia) 사가 입찰되었다.
2016년 12월 28일 남공도선 개통과 함께 영업을 개시하였다. 감중역에서 홍콩해양공원까지 가려면 기존에는 629번 시티버스를 타고 21분이 소요되었던 것을, 한 정거장만으로 4분 안에 갈 수 있게 되었다.

## 역 구조
해양공원역은 고가역으로 2선 2면 (상대식 승강장) 구조이다. 역 설계는 남공도선 건설 엔지니어링 팀에 참여한 아이다스사에서 맡았다. 역 자체는 2015년 10월에 완공되었으나 남공도선의 나머지 구간의 공사가 마무리된 2016년 12월에 개업하였다.
역내에는 물결치는 모양의 푸른색 유리로 장식되어 있다. 대합실의 약 2700m²에 달하는 공간이 푸른색으로 꾸며져 있으며, 물개, 펭귄, 해파리, 돌고래 등 다양한 해양동물을 그려놓았다. 천장은 벤슨 쿤이 제작한 설치예술로 꾸며졌는데 군집을 이룬 물고기떼가 공중을 도는 풍경을 담아냈다.
역 인근에는 주차장 시설이 마련되어 있다.

### 대합실
해양공원역 대합실은 승강장 아래에 설치되어 있으며, 승강장보다 면적이 크다. 비운임구역은 각각 역의 동서 양쪽에 설치되며, 두 곳은 게이트 구역으로 분리되어 있어 연결되지 않는다. A출구와 B출구를 연결하는 비운임구역은 비교적 넓으며, 승강장 상행단 아래에서 A출구까지 연장되어 고객센터가 있으며, C출구를 연결하는 비운임구역은 고객센터가 없어 승객은 셀프서비스 키오스크를 이용하거나 역 밖에서 다른 비운임 구역의 고객 서비스 센터로 이동할 수 있다.  A, B, C 출구는 대합실에서 서로 연결되어 있지 않으며 지상에 있는 역 주차장을 통과해야 한다.

### 상가
대합실에는 세븐일레븐 편의점, 자동화기기, 화어결(華御結), 홍복당(鴻福堂)이 있다. C출구에는 써클 K가 운영된다.

### 승강장

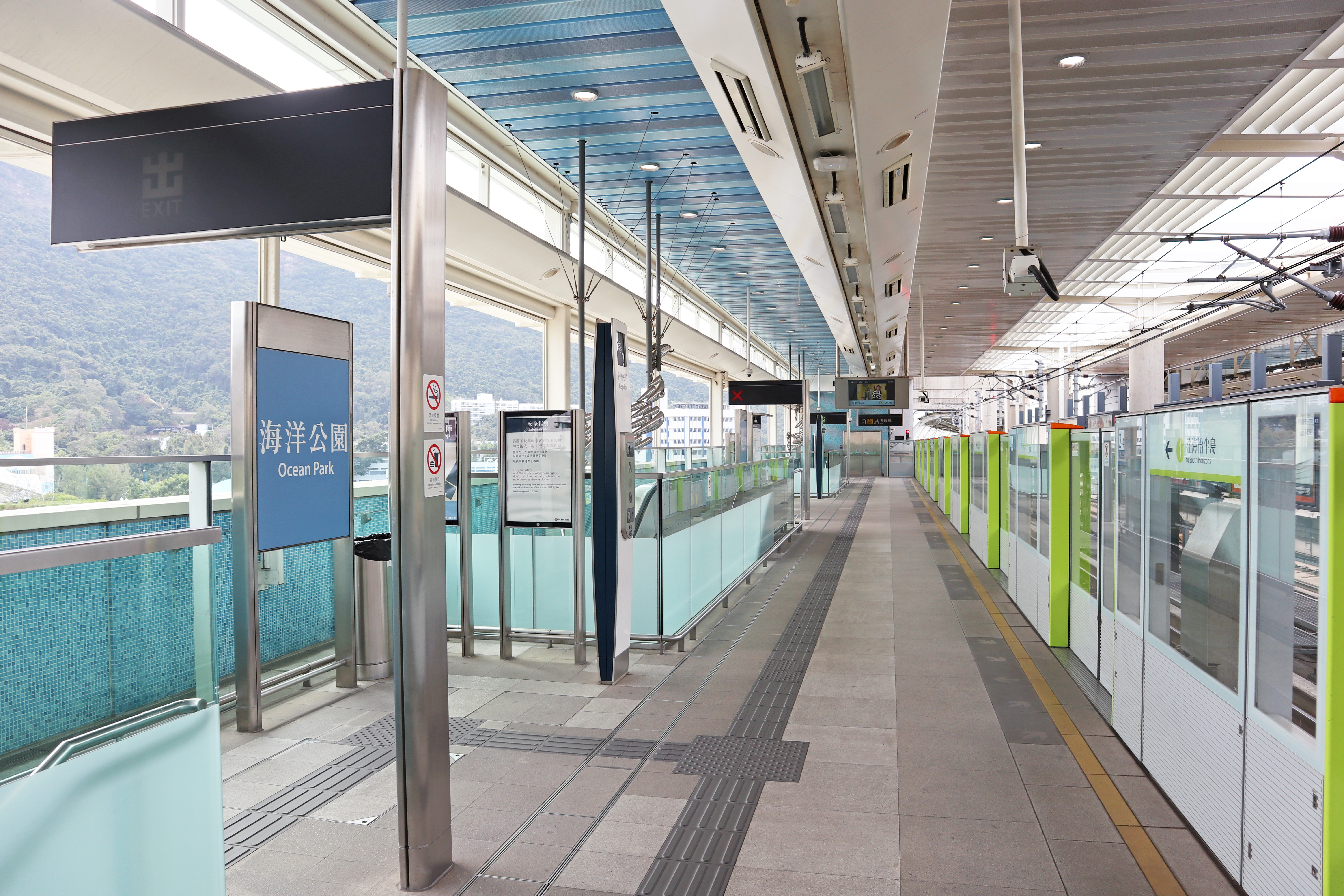
1번 승강장 (남공도선 海怡半島 방면)
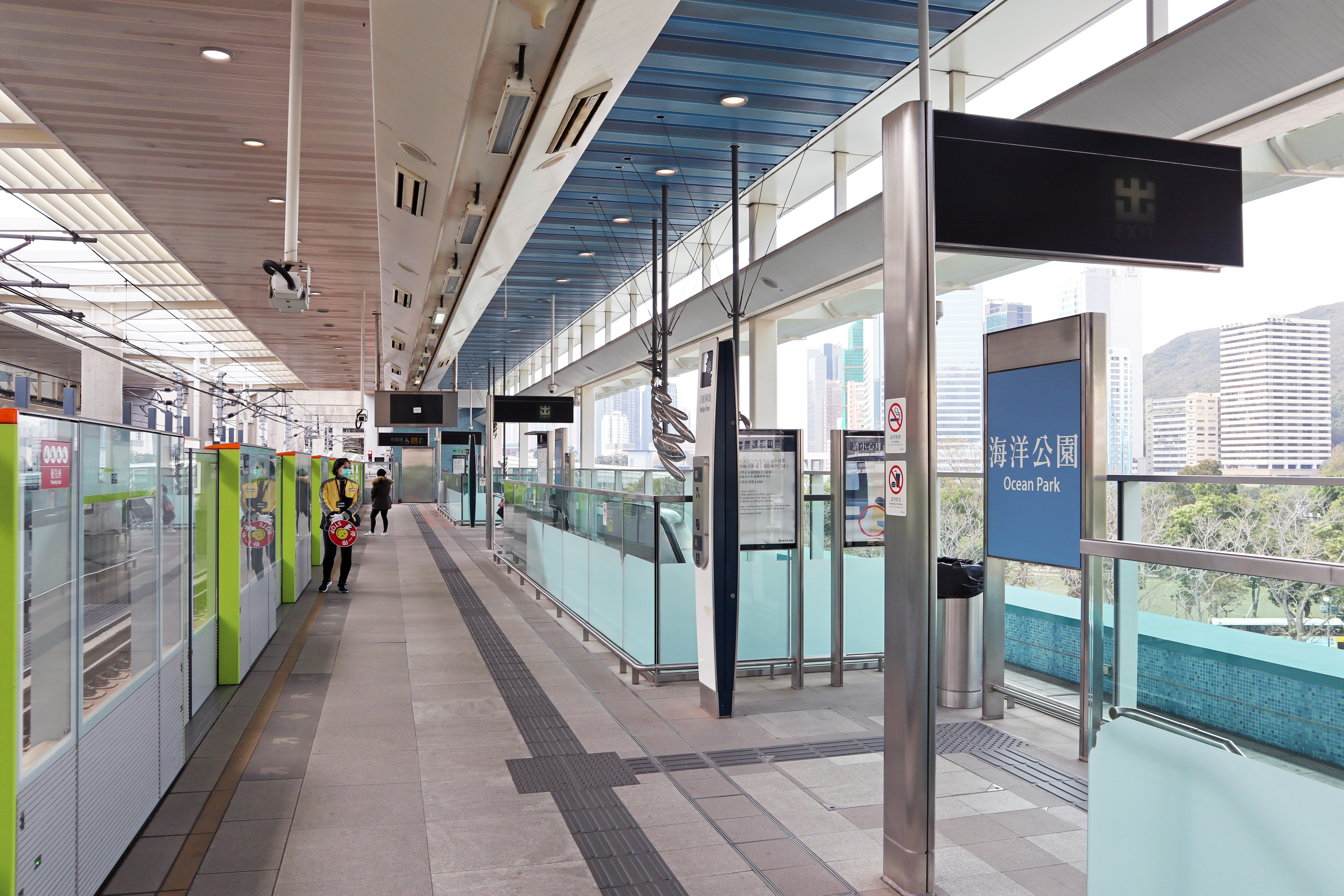
2번 승강장 (남공도선 金鐘 방면)

해양공원역에는 단일 섬식 승강장보다 넓은 공간을 가진 2개의 상대식 승강장이 설치되어 있어 인파를 통제할 수 있도록 하였으며, 2개의 승강장과 대합실간은 각각 2개의 에스컬레이터, 1개의 계단이 있으며, 모든 승강장에는 스크린도어가 설치돼 있고, 스크린도어의 높이는 종전 역에 있는 것보다 약간 높은 1.7m다.
| U2 승강장 | 상대식 승강장, 왼쪽문 열림 | 상대식 승강장, 왼쪽문 열림                 |
| U2 승강장 | 승강장 2                   | → 남공도선 (동단) 감중 방면 (종착역) →     |
| U2 승강장 | 승강장 1                   | ← 남공도선 (동단) 호이이분도 방면 (웡죽항) |
| U2 승강장 | 상대식 승강장, 왼쪽문 열림 |                                            |
| U1        | 대합실                     | 고객센터, MTR 샵, 오션파크 홍콩 보도다리   |
| G         | 지상층                     | 출구, 주차장                               |

### 출구
해양공원역에는 출구가 총 세 곳 있다. B출구에 보행자 육교가 설치되어 오션파크 홍콩 입구로 연결된다.
| 출구                                                                         | 지시                             | 사진 | 출구 인근 |
| ---------------------------------------------------------------------------- | -------------------------------- | ---- | --- |
| 出口 · A                                                                     | 홍콩 애버딘 운동장(香港仔运动场) |      | 홍콩 애버딘 운동장, 홍콩 경찰학원, 오션파크로, 웡죽항 놀이터, 웡죽항 체육관, 오션파크 대중교통 환승센터, 남풍로 |
| 出口 · B                                                                     | 오션파크 홍콩(香港海洋公园)      |      | 오션파크 홍콩, 푸드 트럭 위치, 오션파크 홍콩 매리엇 호텔 |
| 出口 · C                                                                     | 웡죽항로(黄竹坑道)               |      | 웡죽항로, 궁이 병원, 국렁훙 병원, 홍콩 의학 단과대학, 홍콩대학교 대학동문회, 사우산 마을길(壽山村道), 세인트폴 남녀중학교 부속 초등학교, 둥와(東華)삼원 웡죽항 서비스 단지, 웡죽항 노인복지단지, 웡죽항 병원, 웡죽항길 화원 |
| 아이콘 설명: 시각 장애인 안내 경로 \| 경사로 \| 엘리베이터 \| 같은 층에 위치 |                                  |      | |

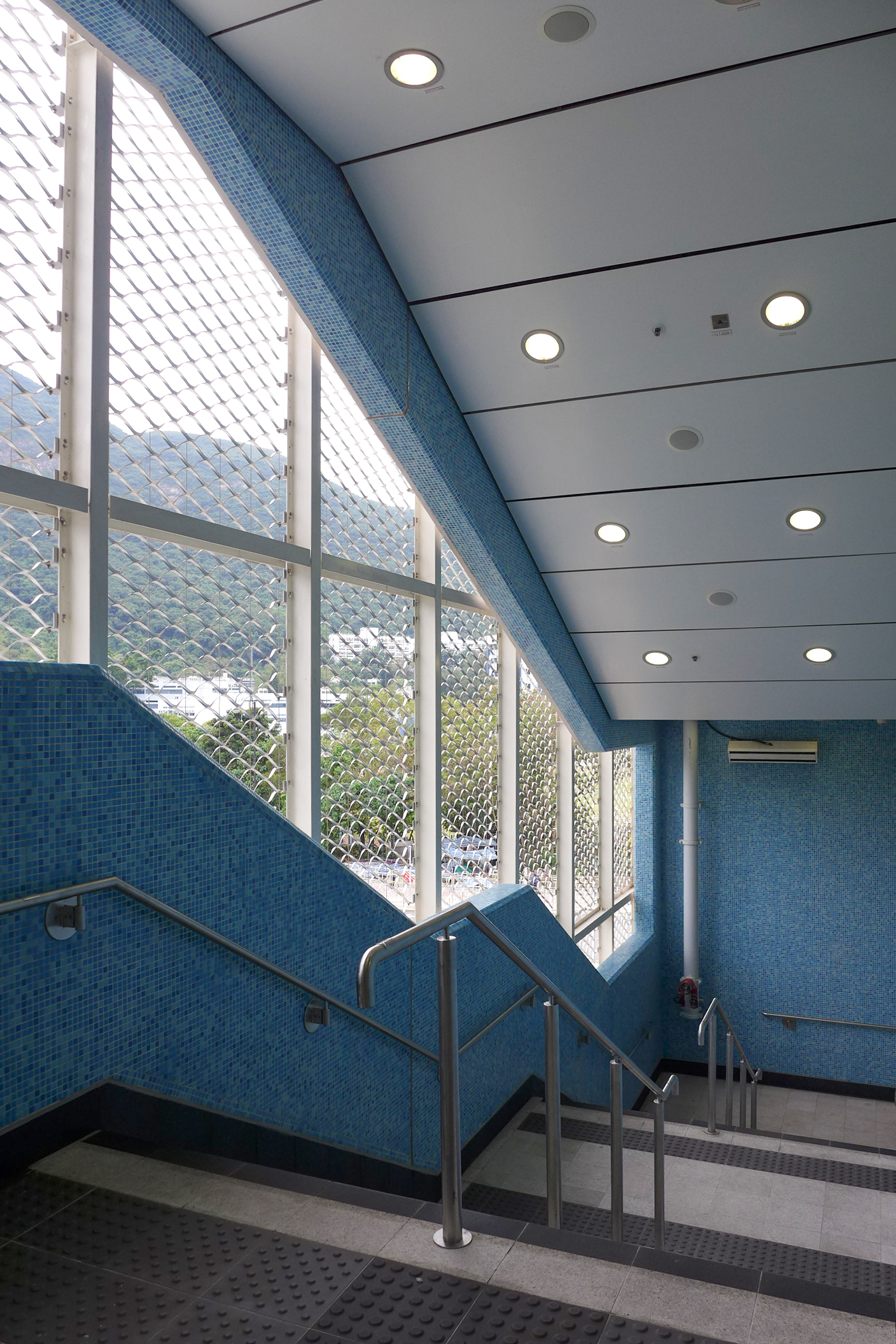
A출구 계단 외벽
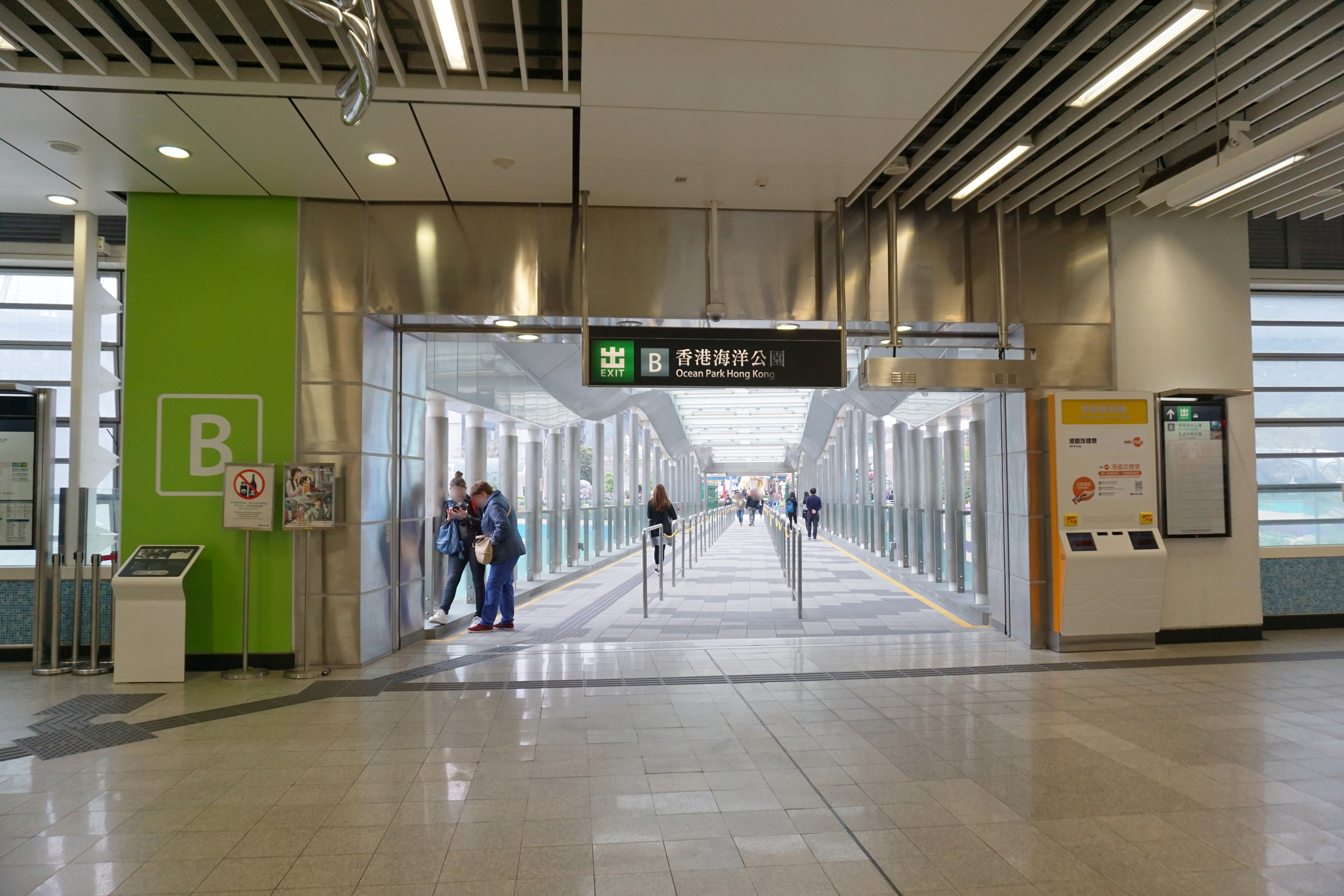
B출구 내벽
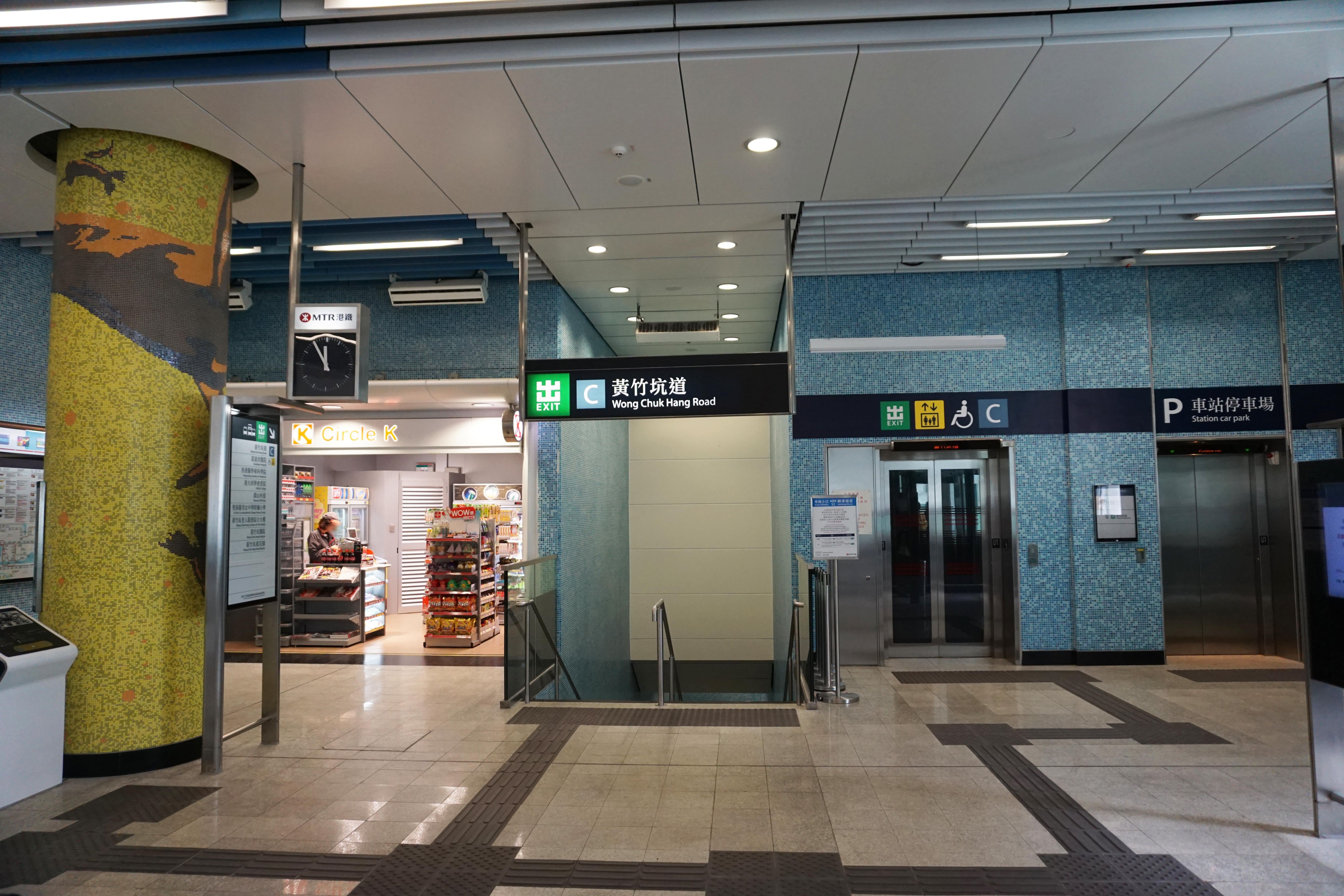
C출구 내벽

## 이용 현황
이 역은 오션파크 홍콩 정문앞에 위치해 이용객들이 오션파크와 홍콩 각 구역을 오가는 데다 리펄스 베이, 첵추 등을 오가는 교통편까지 있어 이에 따라 남공도선 4개 출구는 남구 철도역 가운데 가장 많은 인파가 몰렸다. 그러나 2019년 하반기부터 홍콩 인도법 반대 시위의 영향으로 홍콩 방문객이 크게 줄면서 오션파크룰 찾는 관광객이 줄어들기 시작했다. 이후 2020년 1월 하순 홍콩은 신종 코로나바이러스 감염증(코로나19)의 여파로 오션파크가 두 차례 더 폐쇄되는가 하면 정부의 엄격한 출입국 통제 조치로 방문객이 거의 줄어듦으로서 이 역의 이용객은 크게 줄었다.

### 역의 연회장화
2016년 1월 23일 마스헝(프레데릭 마)MTR 회장과 MTR 고위층이 역내 앞 로비에서 11석의 연회를 열어 언론과의 만찬을 진행했다. 마씨는 해양공원역에서 연회를 여는 것은 전례가 없는 일로 두 번 다시 없을 것이라고 말했다.

## 사진첩

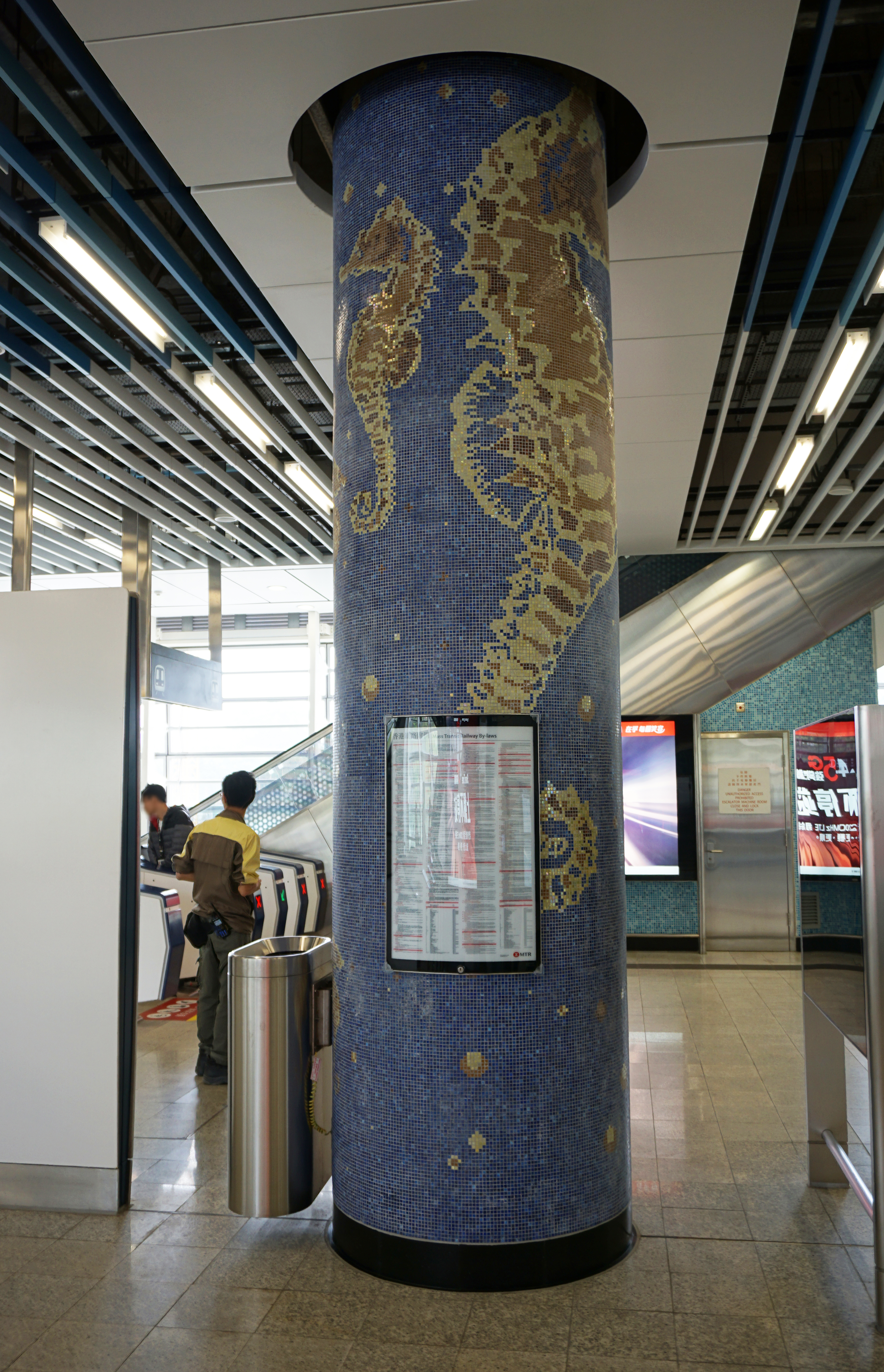
해마 모자이크 기둥
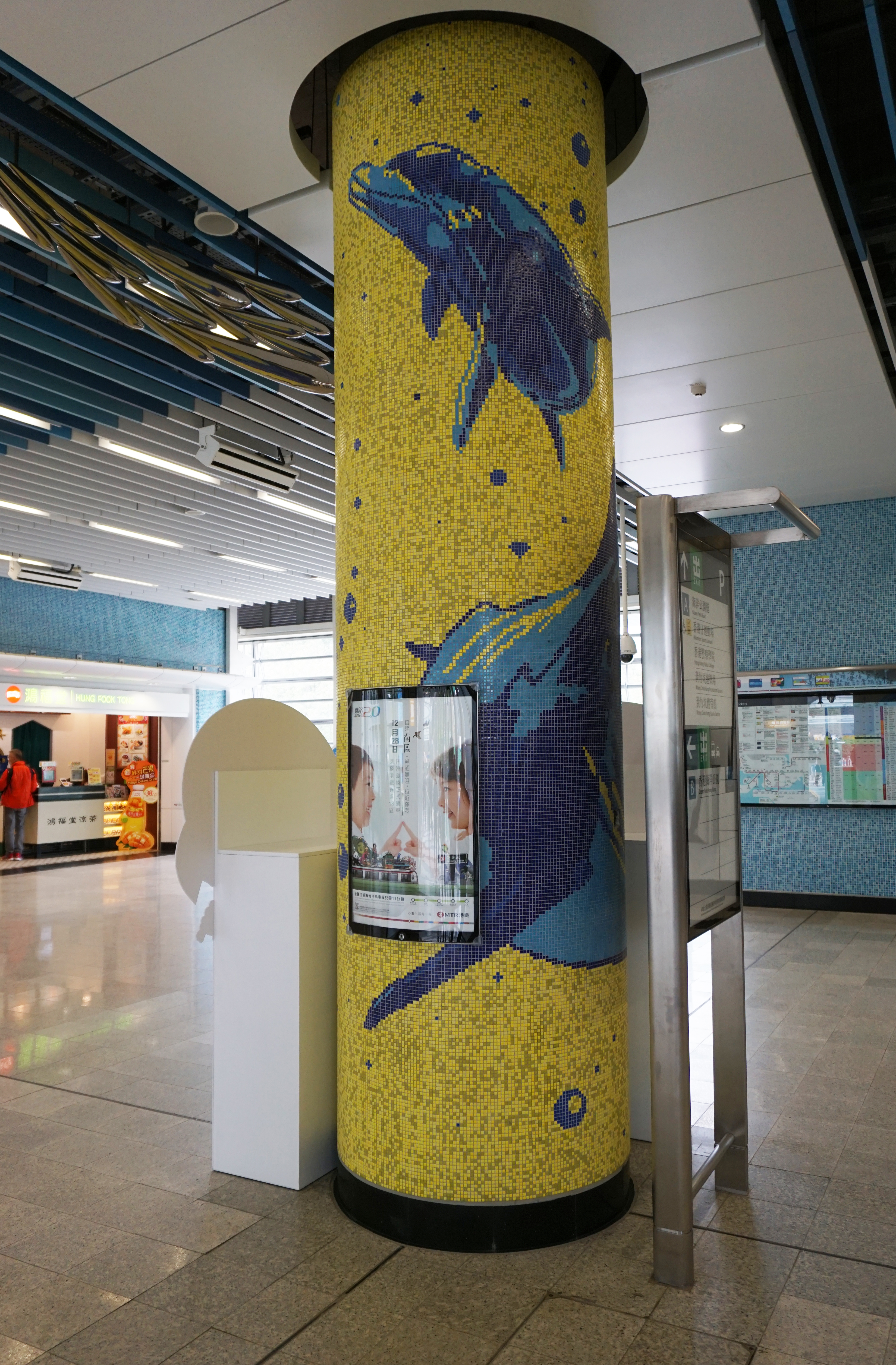
돌고래 모자이크 기둥
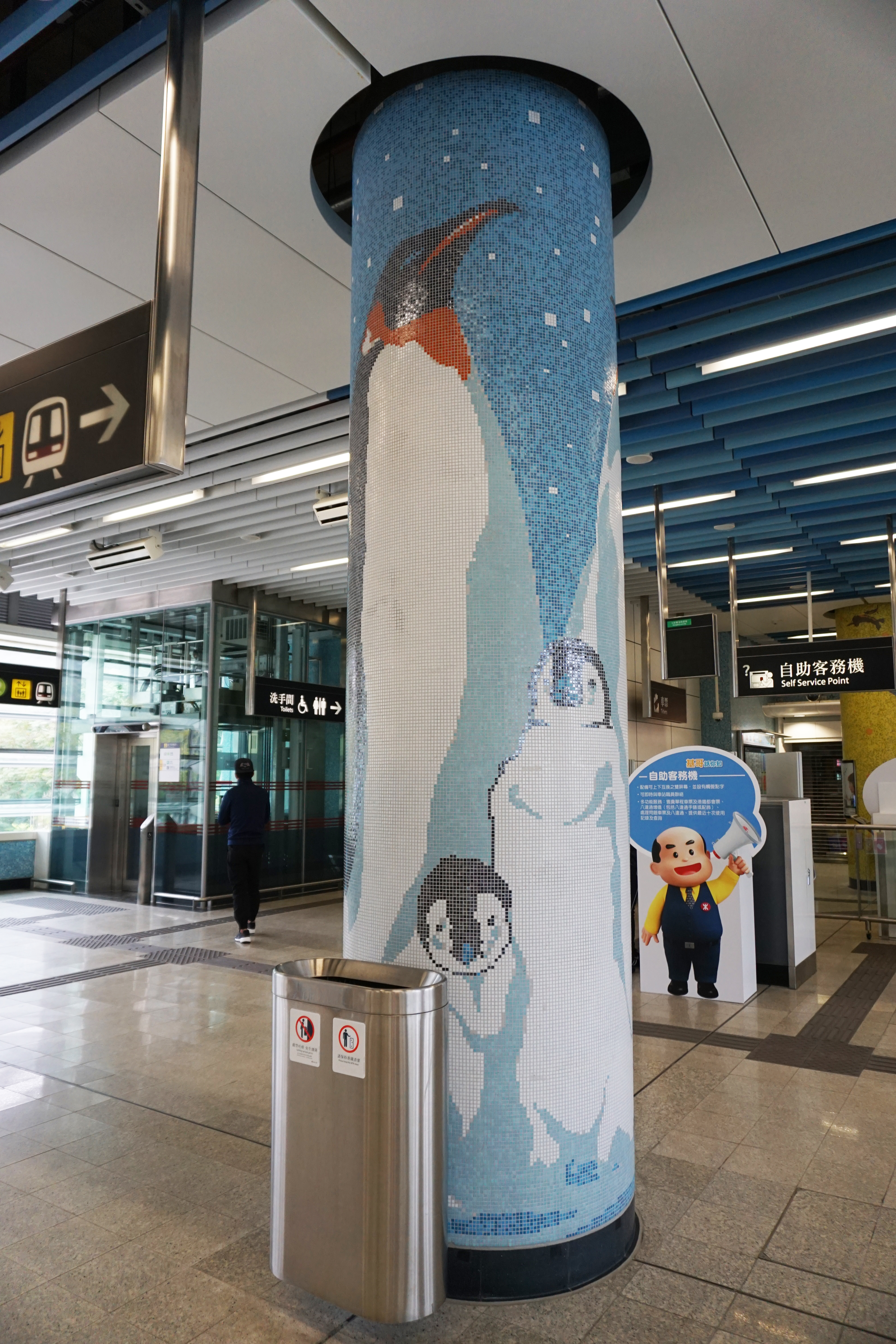
펭귄 모자이크 기둥
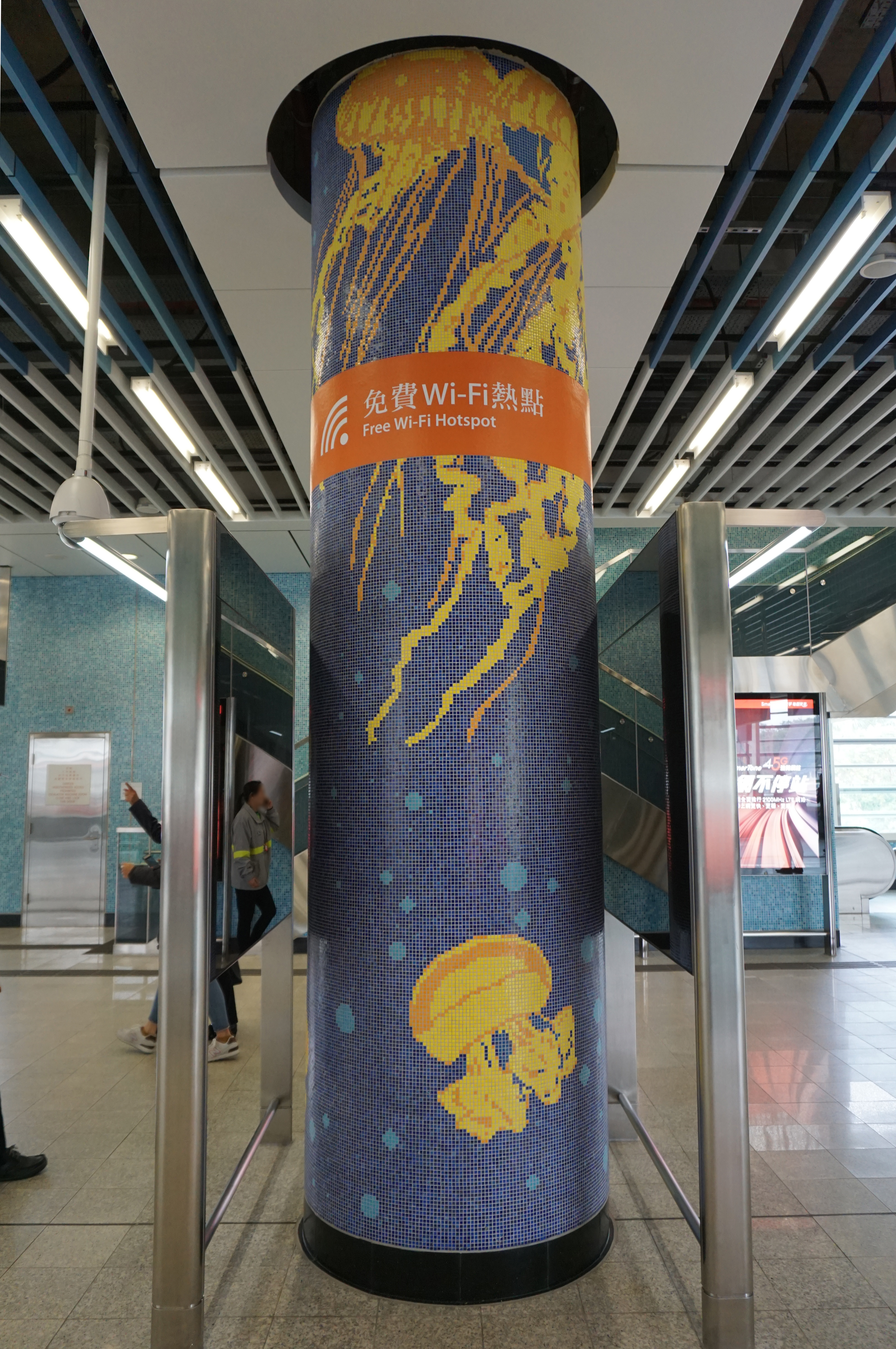
해파리 모자이크 기둥
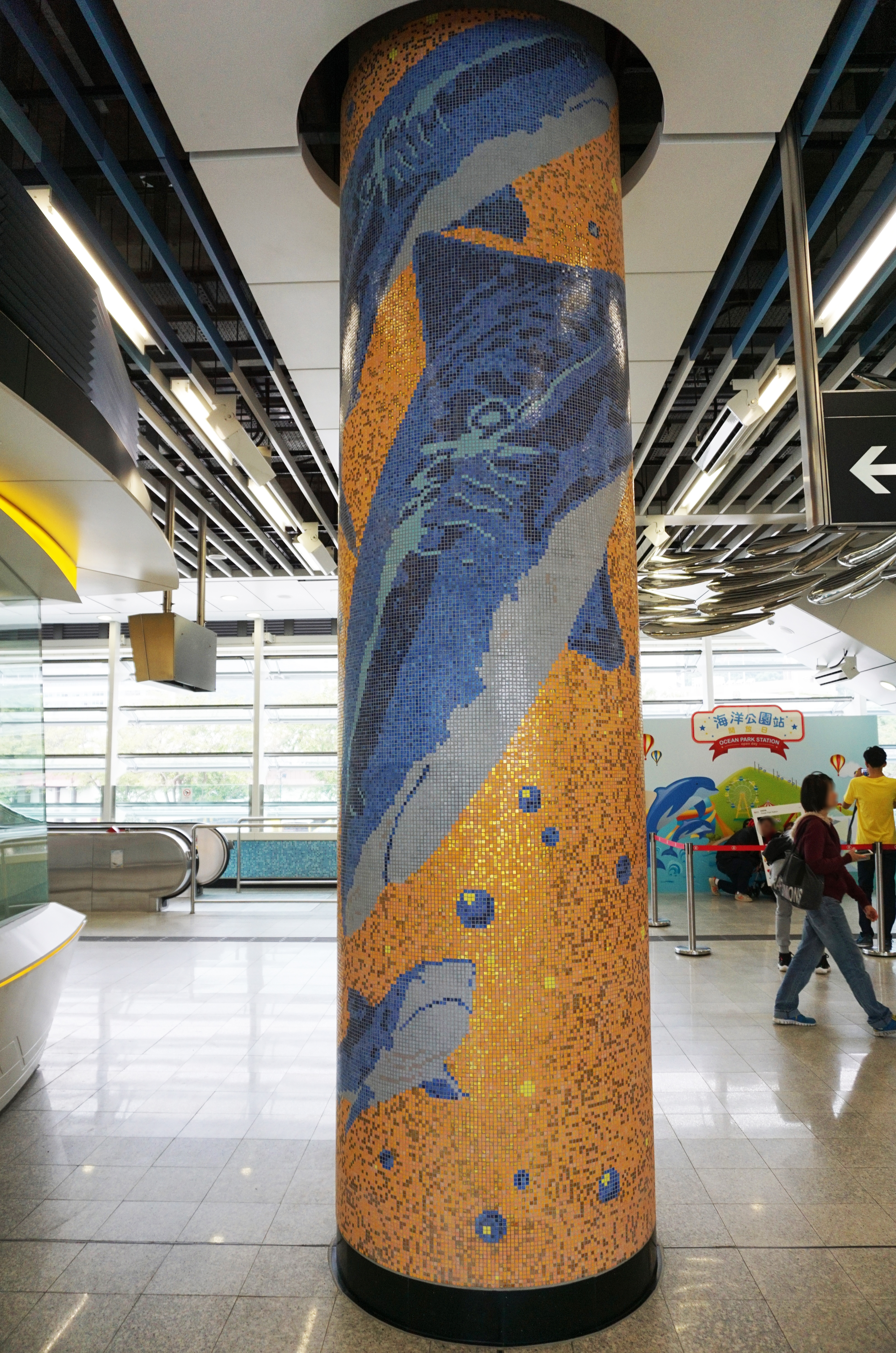
상어 모자이크 기둥
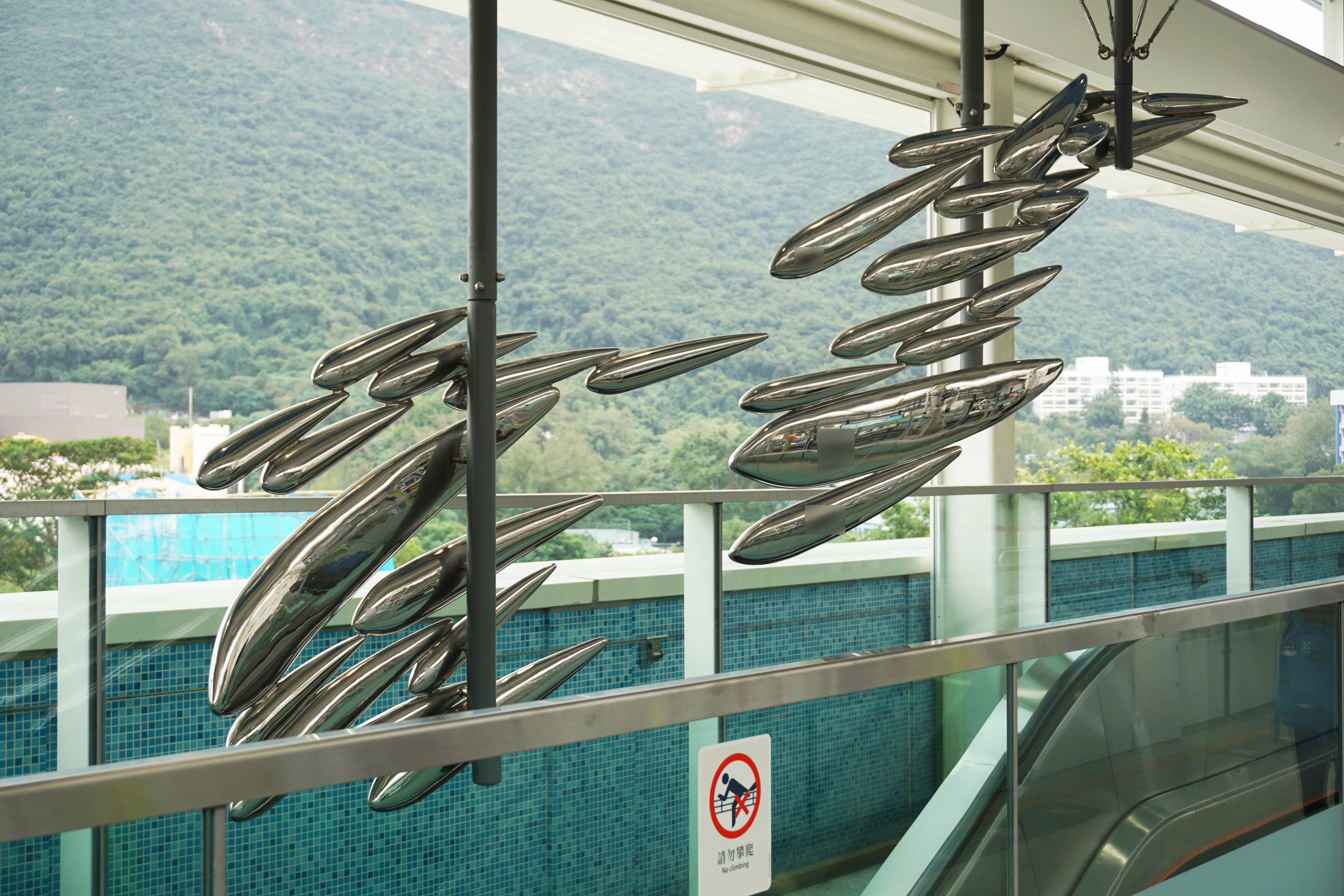
역 미술품 "류(流)", 물에서 물고기 떼가 헤엄치는 형태를 표현했다.
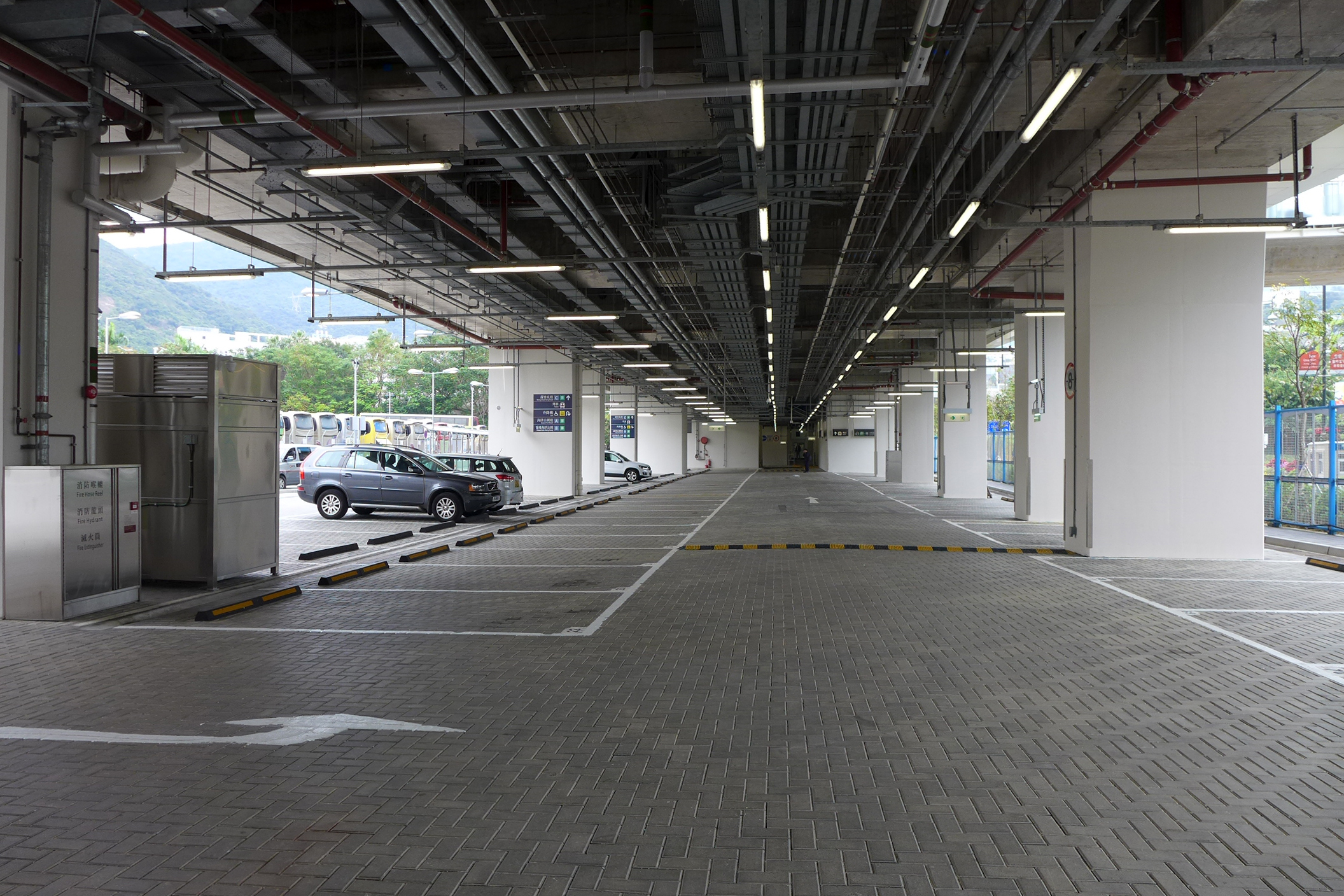
이 역은 남공도선에서 유일하게 주차장을 보유하고 있다.
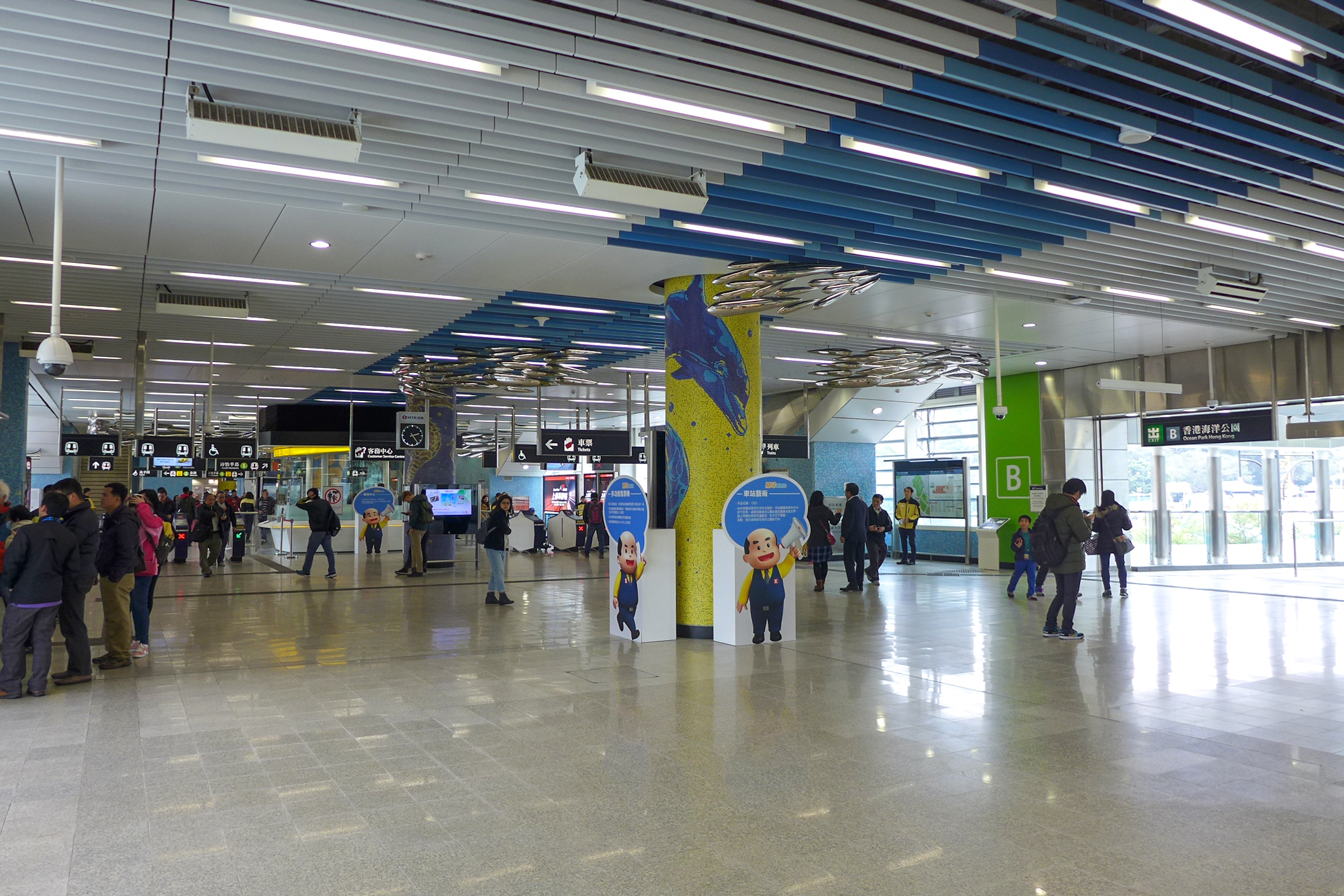
대합실
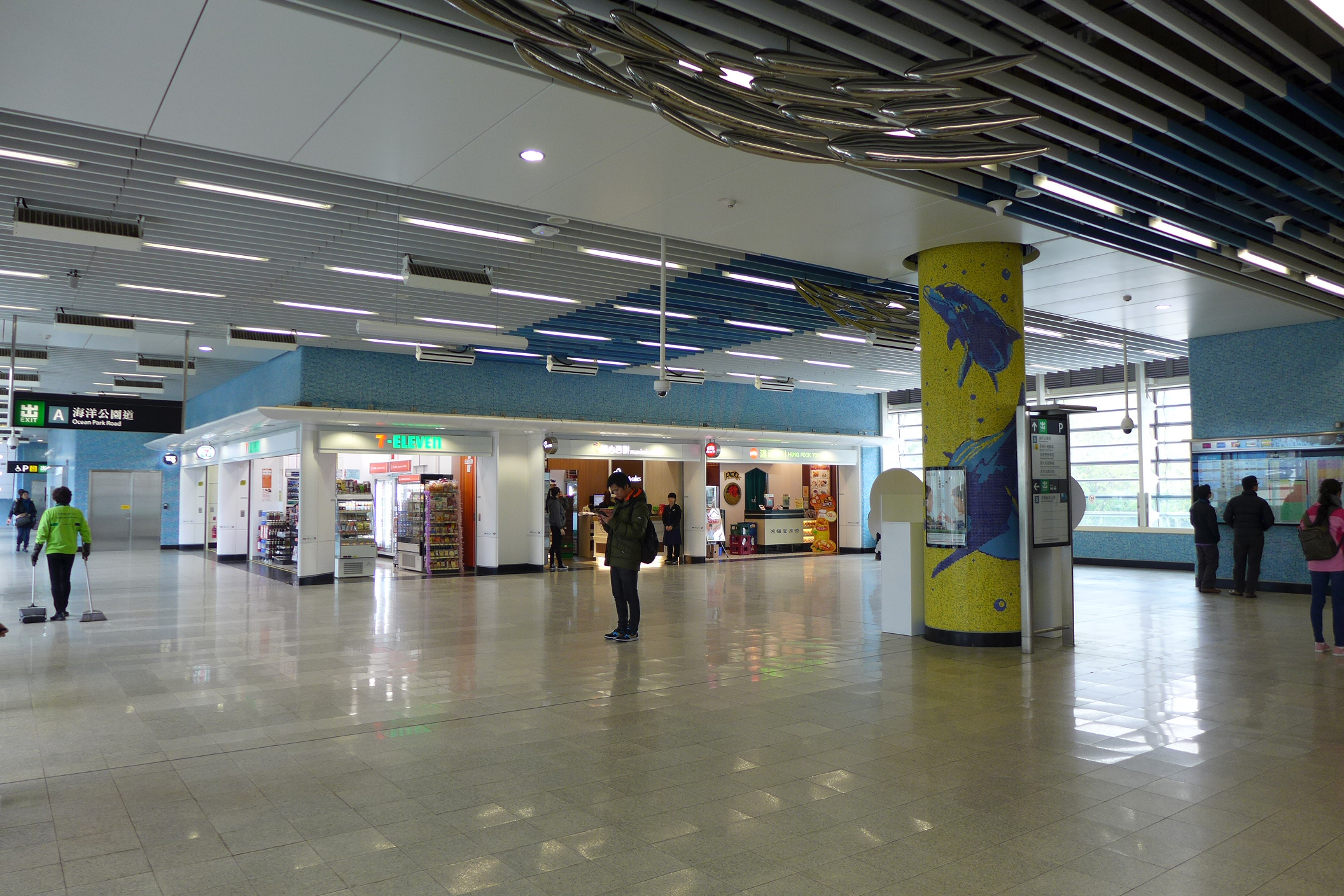
역내매점
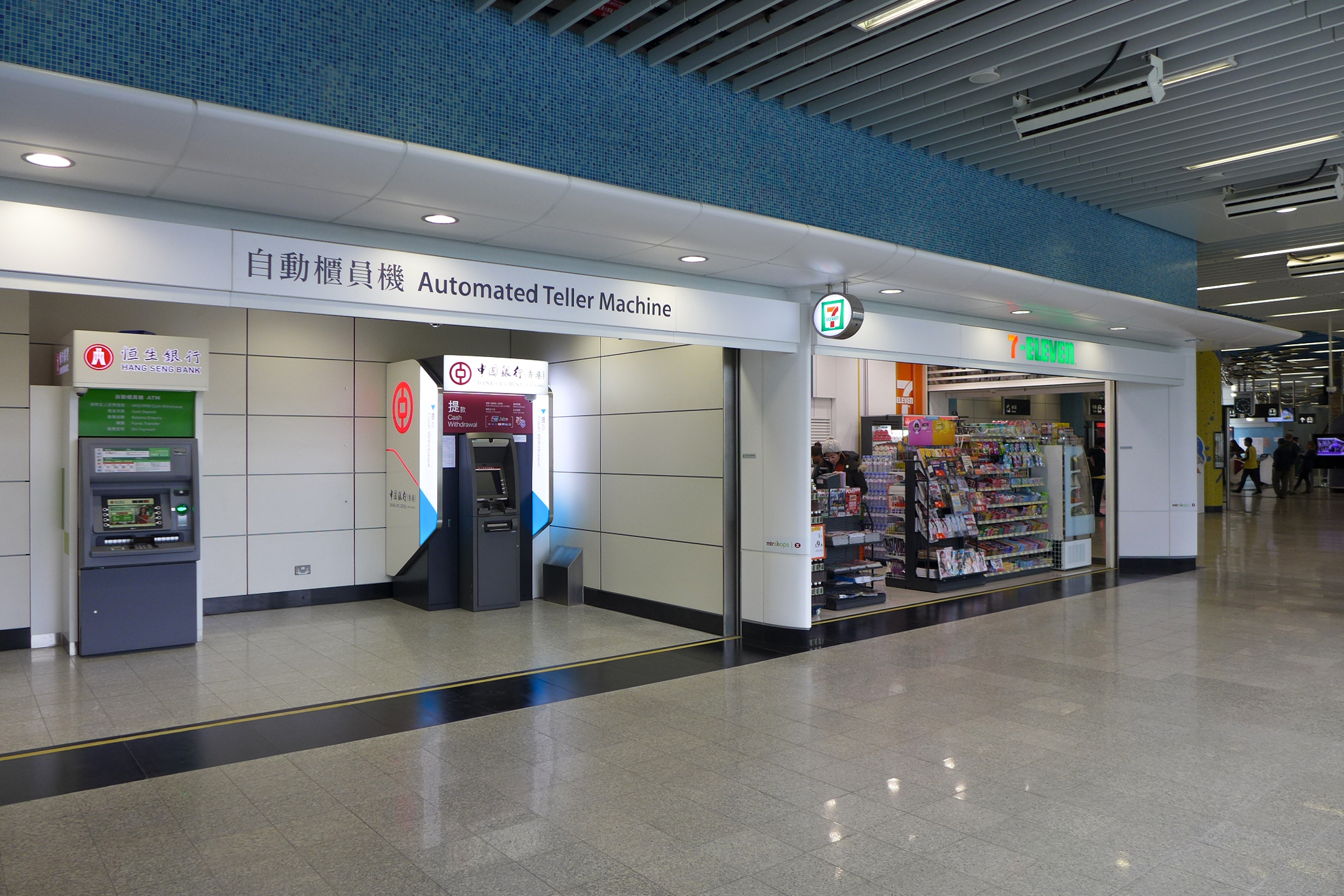
ATM 및 세븐일레븐 편의점

## 같이 보기
- 위키미디어 공용에 해양공원역 관련 미디어 분류가 있습니다.
- 오션파크 홍콩
- 남공도선
- 오션파크 버스환승센터(海洋公园巴士总站)